# Nenahnezad
Nenahnezad (navaho Niinahnízaad) és una concentració de població designada pel cens dels Estats Units a l'estat de Nou Mèxic. Segons el cens del 2000 tenia 726 habitants.

## Demografia
Segons el cens del 2000, Nenahnezad tenia 726 habitants, 193 habitatges, i 154 famílies. La densitat de població era de 79,4 habitants per km².
Dels 193 habitatges en un 45,6% hi vivien nens de menys de 18 anys, en un 48,2% hi vivien parelles casades, en un 25,9% dones solteres, i en un 20,2% no eren unitats familiars. En el 20,2% dels habitatges hi vivien persones soles el 3,1% de les quals corresponia a persones de 65 anys o més que vivien soles. El nombre mitjà de persones vivint en cada habitatge era de 3,76 i el nombre mitjà de persones que vivien en cada família era de 4,38.
Per edats la població es repartia de la següent manera: un 38,4% tenia menys de 18 anys, un 10,6% entre 18 i 24, un 27,3% entre 25 i 44, un 17,1% de 45 a 60 i un 6,6% 65 anys o més.
L'edat mediana era de 26 anys. Per cada 100 dones de 18 o més anys hi havia 97,8 homes.
La renda mediana per habitatge era de 22.054 $ i la renda mediana per família de 21.250 $. Els homes tenien una renda mediana de 25.156 $ mentre que les dones 15.577 $. La renda per capita de la població era de 6.041 $. Aproximadament el 51,4% de les famílies i el 59,4% de la població estaven per davall del llindar de pobresa.
El segons el cens dels Estats Units de 2010 el 97,52% dels habitants són nadius americans i el 0,69% blancs.

## Poblacions més properes
El següent diagrama mostra les poblacions més properes.